# تاتيانا نيكونوفا
تاتيانا نيكونوفا (4 فبراير 1978 - 12 مايو 2021) ناشطة نسوية روسية وصحفية. هي من أوائل معلمي التربية الجنسية المفتوحة في البلاد، منذ عام 2001 تدافع عن المساواة بين الجنسين والتربية الجنسية للمراهقين. منذ عام 2012 تدوّن مذكرات سام جونز حول الجنس والنسوية. في عام 2019 أشارت وسائل الإعلام الروسية إلى وجود نيكونوفا من بين ممثلي الحركة النسوية الناشطة في تقاطع أشكال التمييز.